# Avro Type F
Avro Type F bylo první letadlo s uzavřeným trupem a místem pro pilota vyrobené firmou Avro v roce 1912. Strukturálně je letadlo podobné dřívějšímu typu Avro 500. Type F se může pyšnit trupem dřevěné konstrukce s platovým potahem a celuloidovými okny, kovovými vstupními dveřmi v podlaze. Kabina "efka" byla poměrně úzká, v nejširším místě pouhých 60cm (2ft).
První let se uskutečnil 1. května 1912. Některé prameny uvádí, že Avro Type F byl prvním dopravním letounem.

## Základní technická data
- Rozpětí: 8,53 m
- Délka: 7,01 m
- Maximální rychlost: 104,6 km/h na hladině moře
- Maximální vzletová hmotnost: 363 kg
- Motor: jeden hvězdicový motor Viale
- Počet členů posádky: pilot